# Pina
Pina (bělorusky Піна, ukrajinsky Піна, rusky Пина) je řeka v Pinském rajónu Brestské oblasti, levý přítok Pripjať v povodí Dněpru. Řeka je dlouhá 40 km, plocha jejího povodí je 2 460 km². Začíná u vesnice Pjererub v Ivanaŭském rajónu. Někteří vědci se domnívají, že se pramen řeky nachází v blízkosti obce Dubaŭ v Pinském rajónu. Šířka toku se pohybuje od 35 do 45 m a průměrný průtok v deltě je asi 8,6 m³ za sekundu. Řeka je součástí Dněpersko-bugského kanálu.
Nejdůležitější město, které leží na jeho březích, je Pinsk, v němž byl postaven menší říční přístav.
Hlavními přítoky řeky: pravý — Zaviščanskij kanál a levý — řeka Ňaslucha. Povodí řeky se nachází V Pripjaťském Polesí. Jezera zaujímají 1 procento a k nejvyšším patří Písečné (u obcí Adryžyn a Balandzičy), Skoreň a Zavyššanskoje (u obce Zavyšša). Průtok je zanedbatelný. Při nedostatku vody v řece nastává jev, kdy dochází ke zpětnému toku. Břehy jsou nízké a místy bažinaté. U hranic města Pinsk jsou do řeky vypouštěny vody znečištěné průmyslovými odpady.
Koryto řeky doznalo v průběhu výstavby a rekonstrukce Dňaproŭsko-Buhského kanálu významných změn. V důsledku toho, že bylo koryto řeky přehrazeno na svém horním toku, byly části starého řečiště odříznuty a změnily se na mrtvá ramena s nízkým průtokem. Od roku 1922 jsou na řece prováděna hydrologická pozorování za pomocí hydrologických stanic v Pinsku.